# かりがね祭り
かりがね祭り（かりがねまつり）は、静岡県富士市で毎年10月の第1土曜日に開催される祭りである。火のついた松明（たいまつ）をカゴに投げ入れる「投げ松明」が有名。

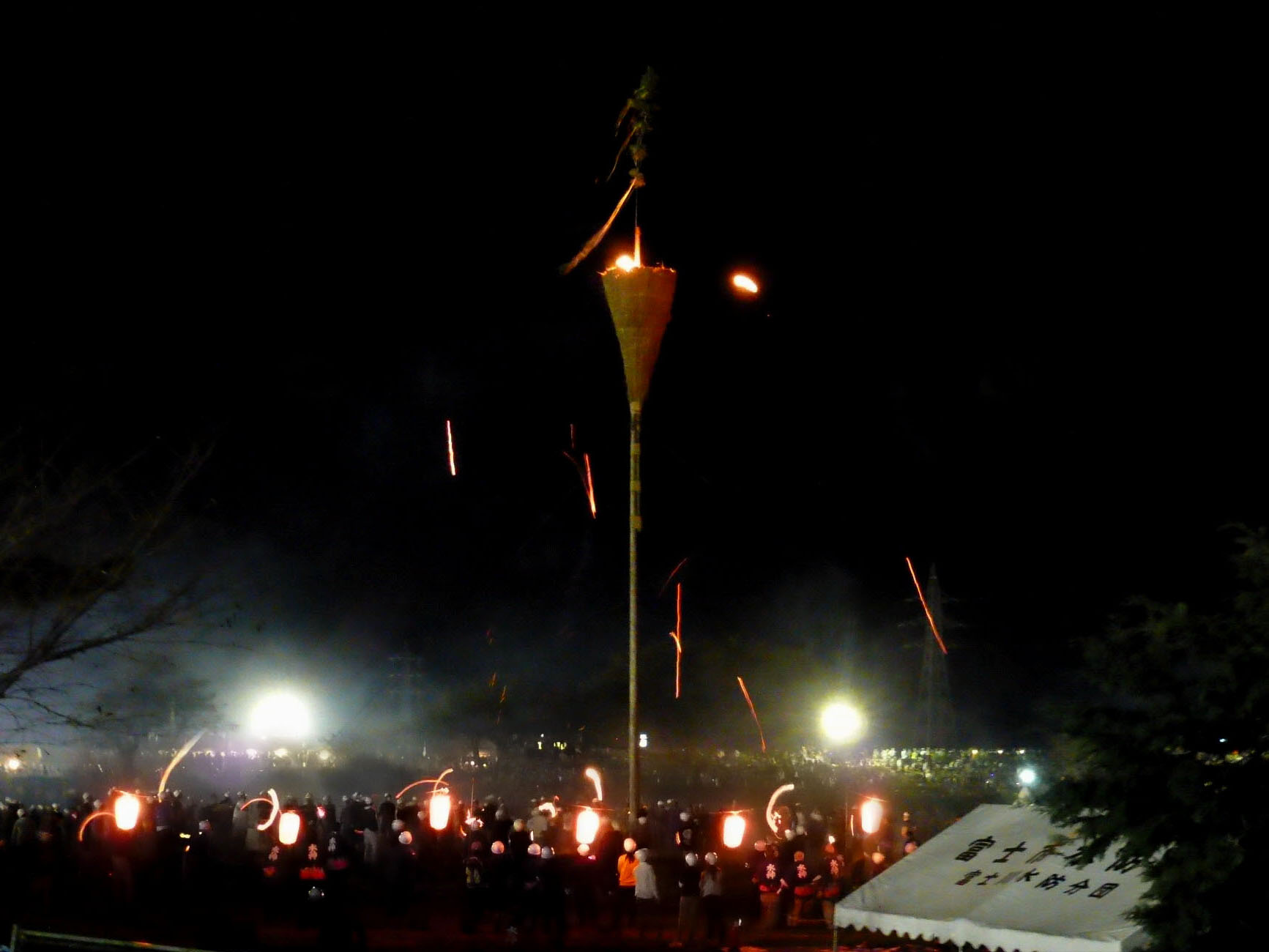
メインイベントの「蜂の巣」に火が着いた直後

## テーマ
命捨て 世と人のため 神となる

## 概要
かりがね祭り実行委員会が主催する祭りとして、富士川沿いに位置する雁堤(かりがねづつみ)で開催される。
今でも日本三大急流の1つとして有名な富士川であるが、江戸時代まで氾濫を繰り返す暴れ川で、そのたびに多くの人と畑などを失った。その富士川の氾濫による被害を防ぐために巨大な堤防である「雁堤」を構築した古郡親子三代の偉業と、堤防構築の安全を祈るために人柱となった僧への感謝の心を忘れないとともに、築堤や氾濫での犠牲者を弔おうという、地元の人々の思いによるお祭り。
ほかの祭り同様多くの出店があるが、出店できるのは生涯学習推進会やPTA、各区の区長から承認を得た団体など地区に関係する団体のみであり、露天商が出店することはできない。そのため、多くの商品が適正な価格で販売されている（ペットボトル150円、ポップコーン50円、焼きそば250円など）。
ただ、広いとは言い切れない周辺道路に加え、年々来場者数が増加していることもあり、会場周辺の道路及び会場内の混雑が、徐々にではあるものの顕著になりつつある。

## 投げ松明
祭りのメインイベントである「投げ松明」は、高さの違う3本の「蜂の巣」と呼ばれるカゴに、地上から火のついた松明を振り回して勢いをつけた後に投じるというイベント。
和太鼓の演奏の中、子ども用の10m、成人女性用の16m、成人男性用18mと順番に行われ、松明が見事カゴの中へ入ると和太鼓も力強い演奏になり、盛り上がりが最高潮に達する。また蜂の巣は燃え上がり一斉に地面に落ちる迫力に会場は大歓声に包まれる。
最後の3本目に火がともり、火に包まれた蜂の巣が地上に落ちると、華麗な花火が何発も打ちあがり、地元岩松地区及び岩松北地区の町内が地区ごとに育てた雁堤のコスモスを照らす。
投げ松明には一般成人なら誰でも参加できる(未就学児は参加不可、小学生は地元の子ども会加入者のみ、それ以外の未成年者は保護者の同意が必要)が、安全面を配慮して、2005年からヘルメットの着用が必須となった。また、近年では長袖長ズボンやゴーグルの着用の徹底、飲酒した者の入場の禁止など、さらなる安全対策が施されている。
- 強風などにより運営が困難とみなした場合は、地面へ倒し着火することで処分される。最近の例は2006年。
- 花火打ち上げ予定時間を過ぎて蜂の巣に火がともらない場合は、花火の打ち上げが先に始まる。最近の例は2007年。

## 歴史
以前から雁堤のある地区に位置する、富士市立岩松小学校の校内イベントとして開催されていたが（趣旨は同じものの内容はまったく違うもの）、雁堤構築300年を記念して、昭和62年に富士市主催の祭り(翌年以降はかりがね祭り実行委員会主催)として現在のスタイルになった比較的新しい祭り。今では富士市の4大祭り(毘沙門天大祭・富士まつり・吉原祇園祭・甲子祭)を追い越すほどの大きな祭りとなっている。
なお、かりがね祭りはこれまで２回中止となっている。１回目の中止の理由は、昭和63年の昭和天皇の体調悪化による自粛ムードの影響である。２回目の中止の理由は、令和２年に世界中で蔓延している新型コロナウイルスの感染拡大防止のためである。